# Stará Břeclav
Stará Břeclav (dříve Stará Břeclava, něm. Altenmarkt, v místním úzu většinou jen „Stará“) je čtvrť města Břeclavi. Nachází se v jeho severní části, na levém břehu Dyje. Nejstarší část zástavby se nachází na ploché vyvýšenině, která je v terénu skoro neznatelná, ale při pravidelných povodních zůstávala zpravidla (na rozdíl od okolí) nezaplavena. 
Původně byla samostatnou obcí, která byla ve druhém desetiletí 20. století sloučena s blízkou (Novou) Břeclaví. Přestože je již nedílně srostlá se zbytkem města (je po ní nazvána základní sídelní jednotka, ale nemá vlastní katastrální území), její jádro má dosud svébytnou identitu a vesnický charakter (nízké domy, náves, živý folklór). Čtvrť má i svůj kulturní dům, základní školy, knihovnu, pobočku pošty, sportovní areál („Pastvisko“) a hřbitov (v obnoveném provozu).

## Vymezení a charakter
Vymezení Staré Břeclavi vůči „městu“ je na jihozápadě ostré (řeka Dyje), na jihu méně jednoznačné. V nejširším chápání sahá až k průmyslovým areálům Moraviapress a Otis, v užším vnímání končí na jihu ulicí Kpt. Jaroše, resp. Jana Opletala. Cedule označující vjezd do „místní části“ (nepřesný termín) Stará Břeclav je osazena až na začátku ulice Na Pěšině, mířící do vesnického jádra. 
Z hlediska územního členění je čtvrť tvořena základními sídelními jednotkami Stará Břeclav (původní jádro), Na Pěšině, Padělky, Jánský Dvůr (celá, nebo většina) a Průmyslová zóna Stará Břeclav (s nákupním centrem), extravilán pak náleží ZSJ Čtvrtky. V nejširším smyslu lze ke čtvrti ještě počítat přilehlé ZSJ Louky a U Letiště. Z hlediska členění pro účel voleb pokrývají Starou Břeclav volební okrsky Břeclav č. 15 až 19. Vesnická část čtvrti má asi 1600 obyvatel, celá čtvrť v širším vymezení přes 5000 obyvatel, tedy asi pětinu z celé Břeclavi.
Zástavbu čtvrti tvoří z většiny řadové rodinné domy, v jižní (novější) části se převážně nacházejí dvou až čtyřpatrové bytové domy. V několika ulicích se vyskytují i samostatné rodinné domy a vilky.

### Seznam ulic
Česká, Družstevní, nábřeží A. Dvořáka, Herbenova, Hřbitovní, Hybešova, Chodská, Kpt. Jaroše, Jaselská, Kobzíkova, Kosmákova, Lidická, Lipky, K. H. Máchy, Mánesova, Mendlova, J. Moláka, Na Kopci, Na Pěšině, Na Řádku, Na Zvolenci, Olbrachtova, J. Opletala, Ostrov, Pastevní, Písníky, Přibylova, Růžová, Rybářské uličky, Říční, Seniorů, Skopalíkova, Sovadinova (část), Sušilova, Gen. Šimka, U Jánského dvora, U Lesa, U Padělku, U Rybníka, U Sýpek, U Zbrodku, Vančurova, Vinohradní, Zahradní, Za Kasárnami

## Doprava
Čtvrť leží podél frekventované hlavní silnice I/55 (zde ul. Lidická), spojující centrum města s nájezdem na dálnici D2. Vesnické jádro s kapličkou se nachází severozápadně od ní, blíže k Dyji; skrz něj prochází silnice III/00223 (ul. Gen. Šimka, Školní, Mánesova), na obou koncích zaústěná do I/55. Do Staré Břeclavi zajíždějí městské autobusové linky č. 564, 565 a 569, také tudy vede několik meziměstských autobusových linek IDS JMK.

## Kultura

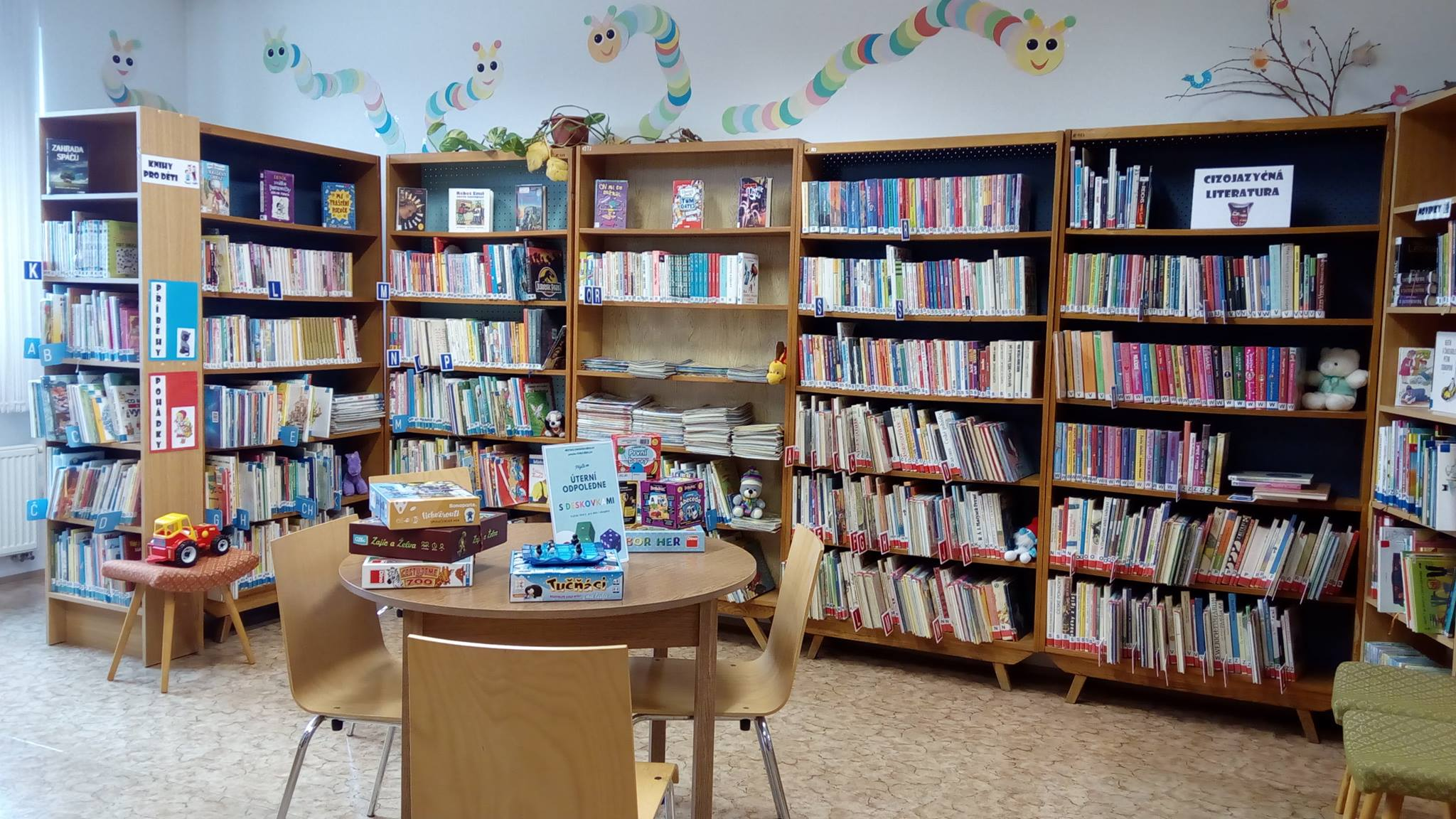
Interiér dětského oddělení knihovny ve Staré Břeclavi

Společenským centrem čtvrti je kulturní dům Na obecní, zvaný též Beseda, u křižovatky hlavních ulic gen. Šimka a Školní. V něm se také nachází jedna ze tří poboček příspěvkové organizace Městská knihovna Břeclav, prostorově a velikostí fondu pobočka nejmenší (zbývající dvě se nacházejí v částech Poštorná a Charvátská Nová Ves). Její historie sahá do roku 1947, kdy byla poprvé otevřena v budově bývalé pošty. Od té doby se čtyřikrát přestěhovala, od roku 2006 se nachází v 1. patře kulturního domu. V rámci kulturně-vzdělávacích akcí spolupracuje se ZŠ Jana Noháče, speciální ZŠ a MŠ Herbenova a MŠ Hřbitovní. Pravidelně se v ní pořádají různé dílničky či soutěže pro děti.
Starobřeclavská chasa každoročně pořádá tradiční hody, a to v listopadu okolo svátku sv. Martina. O udržování folklórních tradic se stará zejména místní Slovácký krúžek.
O Staré Břeclavi se zpívá ve známé podlužácké písni Za Starú Breclavú.

## Rozvoj
Počátkem 21. století dochází na východním okraji čtvrti k rozšiřování zástavby rodinných domů směrem do polní trati Padělky (ul. Za Kasárnami, částečně U Jánského dvora, Vinohradní). Na byty byla přeměněna také bývalá kasárna na ul. Kpt. Jaroše. Uprostřed čtvrti mezi starší a novější částí zástavby (roh ul. Lidické a Seniorů, naproti sídlišti U Jánského dvora) vzniklo středisko služeb, kam byla mj. přemístěna pobočka pošty.
Severovýchodně od čtvrti, u odbočky směr letiště a Ladná a nedaleko nájezdu na dálnici D2, vyrostl velký nákupní areál využívaný obyvateli celého města i okolí.
Plánuje se výstavba obchvatu silnice I/55, který by měl čtvrti ulehčit zejména od tranzitní nákladní dopravy.

## Osobnosti
- Jakub Kobzík (1862–1945), obecní starosta, zemský poslanec
- Jožka Černý (* 1942), lidový zpěvák